# Овинки
Овинки — упразднённая деревня в Себежском районе Псковской области России. Ныне урочище на территории городского поселения Сосновый Бор.

## География
Находится на юго-западе региона и района, в пределах Прибалтийской низменности, в зоне хвойно-широколиственных лесов, примерно в 1 км от государственной границы с Латвией (Лудзенский край), у автомагистрали «Москва—Рига» (М-9).

## Климат
Климат, как и во всем районе, умеренно континентальный. Характеризуется мягкой зимой, относительно прохладным летом, сравнительно высокой влажностью воздуха и значительным количеством осадков в течение всего года. Средняя температура воздуха в июле +17 °C, в январе −8 °C. Средняя продолжительность безморозного периода составляет 130—145 дней в году. Годовое количество осадков — 600—700 мм. Большая их часть выпадает в апреле — октябре.

## История
В 1802—1924 годах земли поселения входили в состав Псковской губернии.
В 1941—1944 гг. местность находилась под фашистской оккупацией войсками Гитлеровской Германии.
Деревня Овинки в советские и постсоветские годы входила в Дединский сельсовет, который Постановлением Псковского областного Собрания депутатов от 26 января 1995 года переименован в Дединскую волость.

## Население
Согласно результатам переписи 2002 года зарегистрированных жителей нет.

## Инфраструктура
Было личное подсобное хозяйство.
Ныне на территории бывшей деревни приграничная гостиница и пр.

## Транспорт
Урочище доступно автотранспортом.